# Odón
Odón – gmina w Hiszpanii, w prowincji Teruel, w Aragonii, o powierzchni 74,24 km². W 2011 roku gmina liczyła 229 mieszkańców.